# Zünderkette
Als Zünderkette bezeichnet man bei der Schießarbeit im Bergbau, ebenso wie bei Sprengungen außerhalb des Bergbaus, die Zusammenschaltung von mehreren elektrischen Zündern. Durch die jeweilige Verschaltung der einzelnen Zünder der Zünderkette wird dafür gesorgt, dass die Zünder gleichzeitig gezündet werden.

## Grundlagen
Bei der Schießarbeit werden in der Regel mehrere Schüsse gleichzeitig abgetan. Die Anzahl dieser Schüsse wird durch die Leistung der Zündmaschine begrenzt. Dabei muss darauf geachtet werden, dass die einzelnen Zünderdrähte sorgfältig verlegt und miteinander verschaltet werden. Insbesondere muss bei der Verschaltung der Drähte darauf geachtet werden, dass es nicht durch Isolationsfehler zu Nebenschlüssen oder zu Kurzschlüssen kommt. Zudem muss darauf geachtet werden, dass bei vorhandenen elektrische Anlagen keine Streuströme auftreten. Durch Nebenschlüsse kann es vorkommen, dass der erforderliche Zündstrom nicht mehr über den Zünder fließt und es dadurch zu Schussversagern kommt. Ebenso führen Kurzschlüsse zu Schussversagern. Streuströme können zu frühzeitigem Zünden der Zünder führen.

## Schaltungsvarianten
Die einzelnen Zünder können mittels verschiedener Schaltungsvarianten zu einer Zünderkette zusammengeschaltet werden. Grundsätzlich lassen sich die einzelnen Zünder entweder hintereinander oder parallel miteinander verschalten. Des Weiteren gibt es auch noch verschiedene Kombinationen dieser Schaltungsvarianten. Welche Schaltungsvariante verwendet wird, hängt von der Spannung und dem Strom der Zündmaschine und den jeweiligen Widerständen der Zünder ab. Letztendlich muss die mögliche Schaltung rechnerisch vom Schießmeister festgelegt werden.

### Hintereinanderschaltung
Die Hintereinanderschaltung, auch Reihenschaltung oder Serienschaltung genannt, ist die Schaltungsvariante, die im Bergbau am häufigsten angewendet wird. Sie ist einfach aufgebaut, für den Schießhauer leicht verständlich und führt am wenigsten zu Fehlern bei der Verschaltung. Die Verschaltung der einzelnen Zünder erfolgt in der Weise, dass ein Draht eines Zünders mit einem freien Draht des nächsten Zünders verbunden wird. Die Verschaltung kann in beliebiger Reihenfolge erfolgen. Der noch freie Draht des Zünders wird nun mit einem freien Draht des nächsten Zünders verbunden. Bei Bedarf können die einzelnen Drähte der Zünder eingekürzt oder verlängert werden. Die Verschaltung geht so weiter, bis alle Zünder miteinander verschaltet sind und noch ein Draht des ersten und des letzten Zünders übrig sind. Diese beiden Drähte werden über die Pole der Sprengleitung mit der Zündmaschine verbunden. Durch diese Schaltung erhalten alle verbundenen Zünder den gleichen Strom. Der Gesamtwiderstand dieser Zünderkette entspricht der Summe der einzelnen Zünderwiderstände. Nachteilig ist bei dieser Schaltungsvariante, dass der von der Zündmaschine abgegebene Strom nicht optimal genutzt werden kann. Aufgrund des hohen Gesamtwiderstandes kann es bei dieser Schaltungsvariante, insbesondere bei einer größeren Anzahl an Zündern, in nebenschlussgefährdeten Betrieben zu Zündversagern kommen.

### Parallelschaltung
Bei der Parallelschaltung werden alle Zünder direkt an der Zündleitung angeschlossen. Der Gesamtwiderstand verringert sich bei dieser Zünderkette proportional mit der Anzahl der Zünder. Der aus der Zündleitung austretende Strom verzweigt sich in mehrere Teilströme. Diese Schaltung lässt sich nicht so leicht ausführen wie die Hintereinanderschaltung. Dies liegt daran, dass sie nicht so übersichtlich ist. Um diese Schaltungsvariante durchführen zu können, müssen zunächst mehrere trockene Holzpflöcke in dafür vorgesehene Bohrlöcher gesteckt werden. An diesen Holzpflöcken werden zwei blanke Drähte, die Antennen, an die dann die Zündleitung angeschlossen wird, befestigt. Deshalb wird diese Schaltung auch Zwei-Antennen Schaltung genannt. Die Zünder werden jeweils mit einem Draht an die eine und mit dem zweiten Draht an die andere Antenne angeschlossen. Bei dieser Schaltungsvariante fällt der Widerstand der Zündleitung besonders ins Gewicht und wirkt als Vorwiderstand vor dem Zünder. Aus diesem Grund dürfen nur Zünder mit gleichlangen Zünddrähten verwendet werden. Das Verlängern oder Einkürzen ist nicht erlaubt. Aufgrund des geringen Widerstandes dieser Zünderkette kann es nicht zu Zündversagern aufgrund von Nebenschlüssen kommen.

### Gruppenschaltung
Ab einer bestimmten Zünderzahl reicht oftmals die Zündspannung der Zündmaschine nicht aus, um die Zünder in einfacher Hintereinanderschaltung zu zünden. Auch lässt sich hierbei die Parallelschaltung nicht immer durchführen, da man aufgrund des großen erforderlichen Zündstromes eine Zündleitung mit großem Querschnitt benötigt. Insbesondere bei Betriebspunkten wie z. B. beim Abteufen von Schächten, ist so eine Zündleitung schwer zu handhaben. Hier lassen sich die Zünder in einer Kombination aus der Hintereinanderschaltung und der Reihenschaltung verschalten. Hierfür werden die Zünder in einer bestimmten Anzahl gleicher Gruppen aufgeteilt und miteinander verschaltet. Die Verschaltung erfolgt derart, dass entweder zwei oder drei Zünder hintereinander geschaltet eine Gruppe bilden und die Gruppen parallel miteinander verschaltet werden. Diese Schaltungsvariante wird als Gruppenparallelschaltung bezeichnet. Eine besondere Form der Gruppenparallelschaltung ist die Drei-Antennen-Schaltung, auch als Dreiring-Sprengverfahren bezeichnet. Um diese Schaltungsvariante, die in der Regel in beim Schachtteufen angewendet wird, durchzuführen, werden wie bei der Zwei-Antennen-Schaltung trockene Holzpflöcke in dafür vorgesehene Bohrlöcher gesteckt. An diesen Holzpflöcken werden parallel drei blanke Drähte, die Antennen, befestigt. Die Zünder werden nun wechselweise mit einem Draht an der ersten Antenne oder an der zweiten Antenne angeschlossen. Der zweite Draht aller Zünder wird an die dritte Antenne angeschlossen. Die Zündleitung wird mit der oberen und der unteren Antenne verbunden. Vorteil bei dieser Schaltungsvariante ist, dass hierbei kaum Nebenschlüsse auftreten, da die mittlere Antenne eine stromausgleichende Wirkung hat und es somit nicht zu Versagern kommt. Zudem kann das Zündkabel dünner gewählt werden als bei der reinen Parallelschaltung. Es besteht auch die Möglichkeit, die Zünder in der gruppenweisen Hintereinanderschaltung zu verschalten. Hierfür werden immer zwei Zünder parallel verbunden, diese Paare werden dann mit anderen Paaren hintereinander geschaltet.